# ウラジーミル・マルティノフ
ウラジーミル・マルティノフ（Vladimir Martynov, Влади́мир Ива́нович Марты́нов, 1946年2月20日 - ）は、ロシアの作曲家。モスクワ生まれ。協奏曲、管弦楽曲、室内楽曲、声楽曲などで知られる。ウラジミール・マルティノフ、マルトゥイノフとも表記する。
マルティノフは、ソビエト連邦の第二次世界大戦後世代作曲家のリーダー的存在である。アヴァンギャルドなスタイルが白眼視され、身の危険とまではいかないものの、今後の活動に不利益を生じかねない当時のソビエトにあって、その運動を推進した。
少年時代、ピアノを学びながら、作曲への興味を募らせる。モスクワ音楽院に入学し、ミハイル・メジルモフにピアノを、ニコライ・シデリニコフに作曲を教わる。1971年、卒業。
初期の作品はセリエル音楽の技法（もしくは十二音技法）で書かれている。『弦楽四重奏曲』（1966年）、『オーボエとフルートのための協奏曲』（1968年）、ピアノのための『Hexagramme（六十四卦）』（1971年）、『ヴァイオリン・ソナタ』（1973年）などがそうである。
1973年、スクリャービン博物館の電子音楽スタジオの職を得る。ミラノのRIA電子音楽スタジオ、西ドイツ放送WDRの電子音楽スタジオ、パリのORTFスタジオと同じ目的で作られたスタジオで、ソビエトのアヴァンギャルドな作曲者たちの集う場となった。その中には、ソフィア・グバイドゥーリナ、セルゲイ・ネムチン、アルフレート・シュニトケ、エディソン・デニーソフらがいた。
マルティノフは、そこで「ブーメラン」というロック・バンドの結成を手伝うことになり、『Seraphic Visions from St. Francis of Assisi（アッシジのフランチェスコから　熾天使の幻視）』（1978年）というロック・オペラを作曲した。
彼は真面目な民族音楽学者でもあり、カフカース諸国、タジキスタンなどのロシアの民族国家の音楽を研究した。さらに、中世ロシア、西洋音楽、宗教音楽の歴史や音楽学についても学んだ。学問としてなら許されていて、彼はさらに神学、哲学、宗教史を研究したが、それは自分の宗教的感情を表現する手段としたいからだった。
1970年後半からは、古いロシア正教会聖歌の勉強もはじめた。さらに、ギヨーム・ド・マショー、アンドレーア・ガブリエーリ、ハインリヒ・イザーク、ギヨーム・デュファイ、ジョン・ダンスタブルといったルネサンス音楽の作曲家たちについて研究した。一方で、その頃ソビエトにも広まったミニマル・ミュージック、とくにアメリカの作曲家の、静謐で、霊感に満ちた、パルスの揺らめかないスタイルにも興味を持った。聖歌の時を超越した音質、ルネッサンス音楽のポリフォニーの譜線の感覚の欠如が、彼ならではのミニマル・ミュージックを生み出した。
この頃から、宗教弾圧を行っていたソビエト連邦にありながらも、彼は至聖三者聖セルギイ神学校で教えはじめ、今でもそれは続けている。1980年代初期に、そこは整理統合の時期があり、彼は正教会の奉神礼に使う聖歌の作曲をはじめ、それからオリジナルのミニマル・ミュージックの創作を再開した。
彼の代表作の１つに、演奏時間が約1時間にも及ぶ『Opus Posthumum』（1993年）がある。「人間は2度真実に触れる。最初は産声をあげた時、最後は死に際のぜいぜい声。その間はすべて大小の程度こそあれ虚偽である」という考えに捧げられた曲である。他に、『Opus Posthumum』の短縮盤や、7つのピアノのための『Twelve Victories of King Arthur（アーサー王の12の勝利）』（1990年）といった曲も知られている。
ソビエト連邦が崩壊してからは、キリスト教をテーマにした大規模な曲を手がけている。『Apocalypse（黙示録）』（1991年）、『Lamentations of Jeremiah（エレミヤの哀歌）』（1992年）、『Magnificat（マニフィカト）』（1993年）、『Stabat Mater（スターバト・マーテル）』（1994年）、そして『Requiem（レクイエム）』（1998年）などである。
彼はLe Chant du Mondeレーベルが出した『Les Saisons Russes』を持っていて、モスクワでインディペンデントのレコード会社「Long Arms Records」を設立した。